# Coupe du Portugal de football 1974-1975
Navigation
1973-1974 1975-1976

La Coupe du Portugal de football 1974-1975 est la 35e édition de la Coupe du Portugal de football, considéré comme le deuxième trophée national le plus important derrière le championnat. 
La finale est jouée le 14 juin 1975, au stade José Alvalade à Lisbonne, entre le Boavista Futebol Clube et le Benfica Lisbonne. Le Boavista remporte son premier trophée en battant le Benfica 2 à 1 et se qualifie pour la Coupe d'Europe des vainqueurs de coupe de football 1975-1976.

## Finale
| 14 juin 1975 | Boavista Futebol Clube | 2 - 1   | Benfica Lisbonne | Stade José Alvalade à Lisbonne |                             |
|              |                        | (2 - 0) |                  | Arbitrage : António Garrido    | Arbitrage : António Garrido |
|              | Feuille de match       |         |                  | Arbitrage : António Garrido    | Arbitrage : António Garrido |